# Palazzo Vidoni Caffarelli

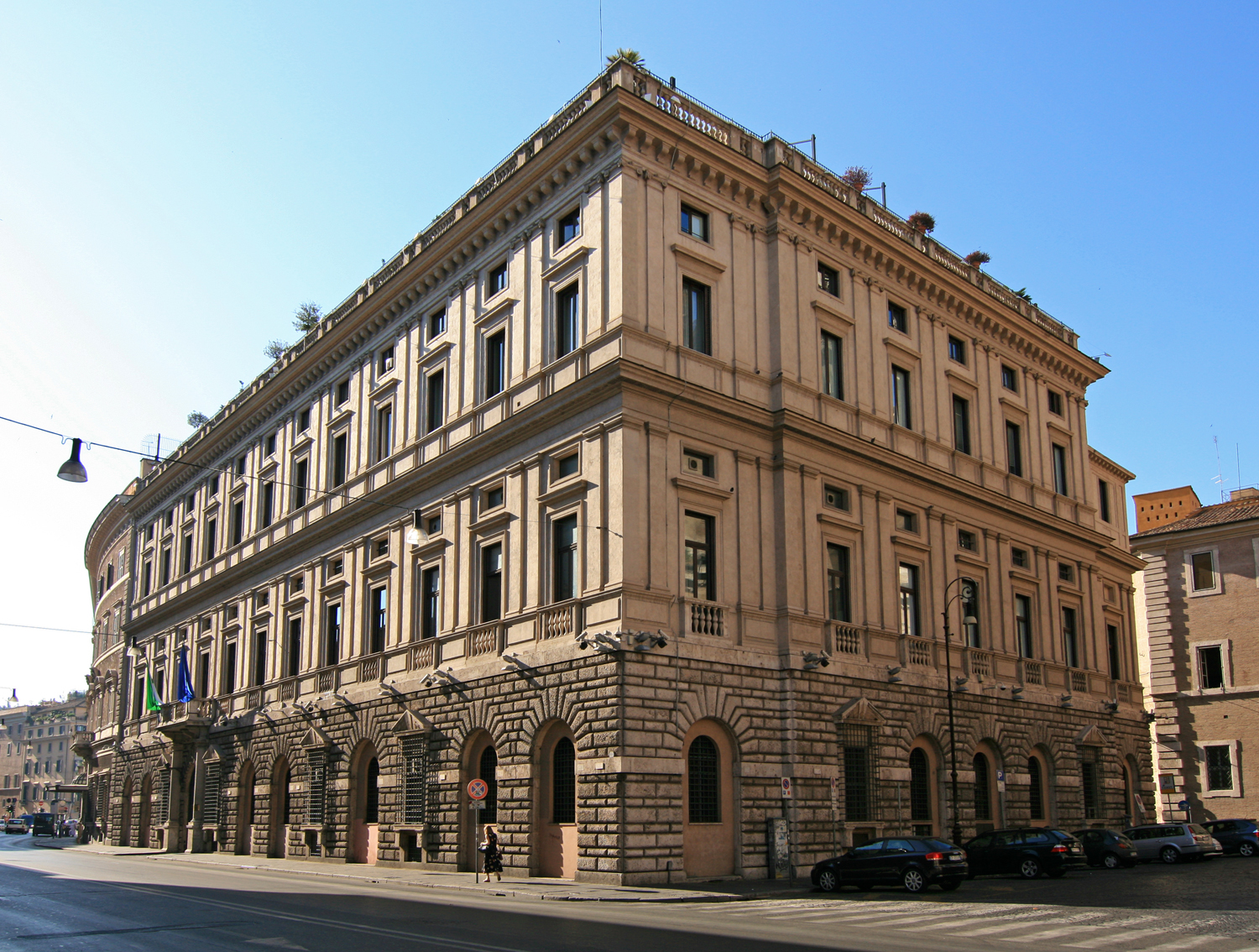
Der Palast von der Ecke Piazza Vidoni/Corso Vittorio Emanuele II. gesehen

Der Palazzo Vidoni Caffarelli ist ein Palast in Rom. Er wurde ursprünglich in der ersten Hälfte des 16. Jahrhunderts zur Zeit der Hochrenaissance errichtet, zwischenzeitlich aber mehrfach verändert und umgebaut, so dass heute von der ursprünglichen Fassade nur noch wenige Teile zu sehen sind. Er ist heute Sitz verschiedener Organisationseinheiten des italienischen Ministerratspräsidiums.

## Lage
Der Palast liegt im VIII. römischen Rione Sant’Eustachio direkt neben der Kirche Sant’Andrea della Valle. An ihm führt nördlich der Corso Vittorio Emanuele II entlang, westlich schließt sich die Piazza Vidoni an sowie südlich die Via del Sudario.

## Baugeschichte

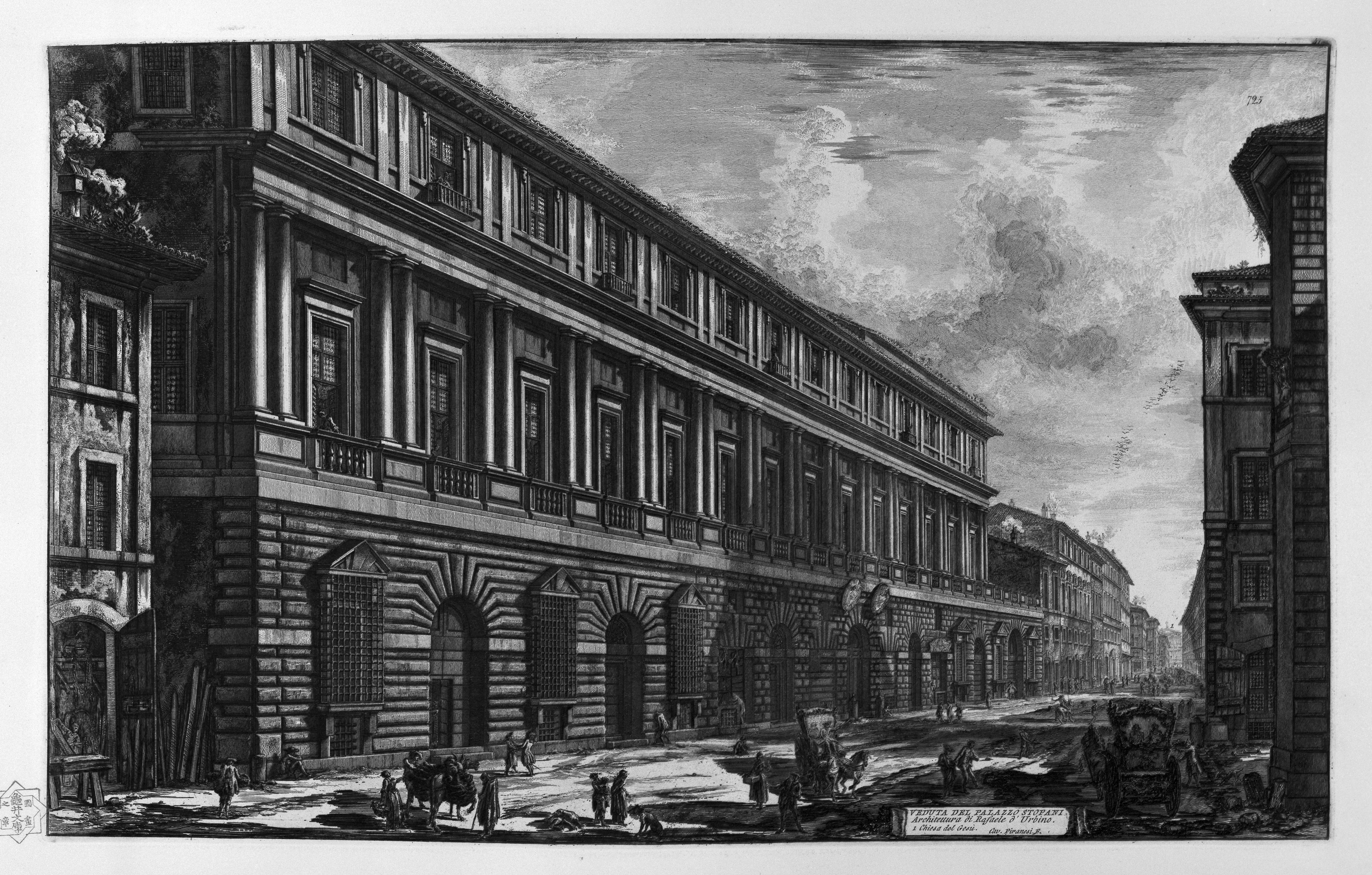
Der Palazzo auf einem Stich des 18. Jahrhunderts von Giovanni Battista Piranesi

Der Bau wurde um 1524 für Bernardino Caffarelli begonnen, die Pläne hierfür stammen wohl von Raffael, was aber nicht ganz geklärt ist. Sicher ist, dass Caffarelli 1515 eine Zeichnung für sein geplantes Gebäude bei Raffael bestellte und erhielt. Wer die Bauleitung in den ersten drei Jahren hatte, ist nicht bekannt. 1527 übernahm Lorenzo Lotto die Leitung bis 1541, hierüber berichtet Giorgio Vasari. Unter Nicola Giansimoni wurde im 18. Jahrhundert das oberste Stockwerk hinzugefügt, durch zahlreiche An- und Umbauten im 18. und 19. Jahrhundert hat der Palast heute drei Schauseiten.
Vorlage für die Gestaltung war der – heute nicht mehr erhaltene – 1501 von Donato Bramante erbaute Palazzo Caprini. Nachdem dieses Gebäude Bramante selbst bewohnt hatte, kaufte es 1517 diesem Raffael ab. Der Palazzo Vidoni Caffarelli ist die Übertragung der dort bereits vorhandenen Gestaltung auf einen größeren Maßstab.

## Fassadengestaltung

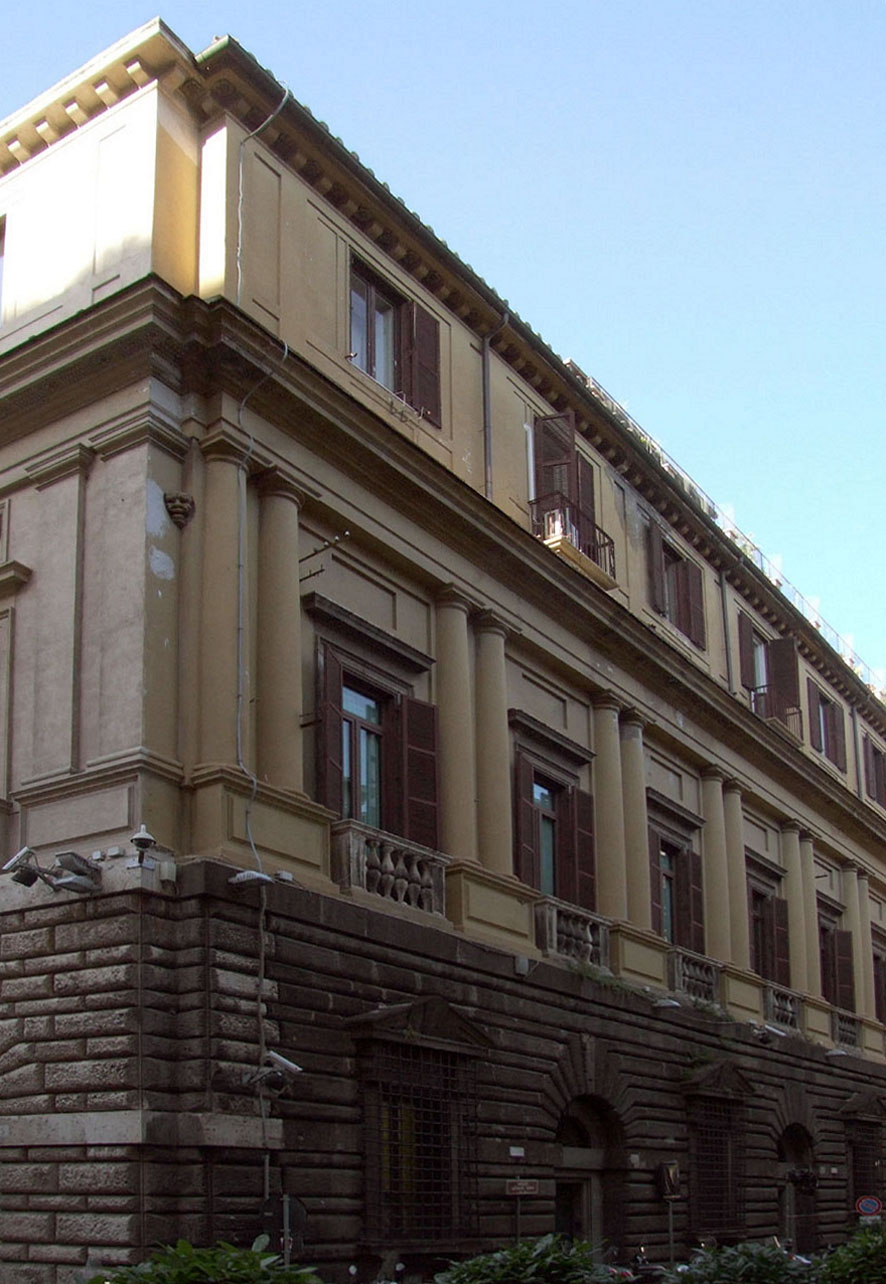
Fassade des Palastes in der via del Sudario

Der Palast verfügte ursprünglich über nur eine Schauseite, heute an der Via del Sudario gelegen. Von den 17 dort heute sichtbaren Achsen sind nur die mittleren sieben original.
Für die untere Gestaltung wählte Raffael eine schwere Rustikagestaltung, allerdings mit einer Abwandlung: während bei einer „normalen“ Bossetierung das Mauerwerk aus einzelnen Steinen besteht, wurde hier die Fassade mit einem Gussbeton, den Bramante erfunden haben soll, in die Form gegossen. Die Wand wird gegliedert von abwechselnden Arkadenbögen und rechteckigen Öffnungen, die allerdings die – vorgetäuschte – Keilsteingestaltung der Bögen übernehmen. Drei rechteckige Öffnungen auf der rechten Seite sind als Ädikulaportale gestaltet, eine spätere Zutat.
Das Obergeschoss ist – erstmals bei einem römischen Palastbau – nicht mit einer Pilastergliederung gestaltet, sondern Raffael stellte paarweise Dreiviertelsäulen nach dorischer Ordnung auf Postamente, zwischen denen kleine Balkone vermitteln. Oberhalb der sich dazwischen öffnenden Fenster sind als weiteres zierendes Element kleine, zweimal gestaffelte Rahmenfelder eingelassen.
Nach Stefan Grundmann repräsentiert die Fassade die raffaelitische Architekturauffassung in „mustergültiger“ Weise.
Die beiden anderen Schauseiten wurden nach dem Vorbild dieser Fassade gestaltet, allerdings nunmehr nur noch mit Pilastern und nicht mehr mit Säulen.
Die Fassadengestaltung ihrerseits wurde Vorbild für die Gestaltung des 1535 von Baldassare Peruzzi begonnenen Palazzo Di Brazzà.

## Weitere Geschichte
Kaiser Karl V. soll bei seiner Rückreise aus Tunis 1536 einige Tage im Palast gewohnt haben.
Der Palast kam dann im 18. Jahrhundert in den Besitz des Kardinals Pietro Vidoni, daher hat er seinen zweiten Namensbestandteil. Er war im italienischen Faschismus Sitz der Confindustria. Heute beherbergt er unter anderem das Ministerium Öffentliche Verwaltung und Innovationen (Ministero per la Pubblica Amministrazione e l’Innovazione).